# District de Liangzihu
Le district de Liangzihu (梁子湖区 ; pinyin : Liángzǐhú Qū) est une subdivision administrative de la province du Hubei en Chine. Il est placé sous la juridiction de la ville-préfecture d'Ezhou.